# A csillag (film, 2017)
A csillag (eredeti cím: The Star) 2017-ben bemutatott amerikai 3D-s számítógépes animációs kalandfilm-vígjáték, amely a Biblia Jézus Krisztus születése története alapján készült. Az animációs játékfilm rendezője Timothy Reckart, producerei Warren Franklin és Jennifer Magee-Cook. A forgatókönyvet Simon Moore és Carlos Kotkin írta, a zenéjét John Paesano szerezte. A mozifilm a Columbia Pictures, a Sony Pictures Animation és a The Jim Henson Company gyártásában készült, a Sony Pictures Releasing forgalmazásában jelent meg.
Az Amerikai Egyesült Államokban 2017. november 10-én mutatták be a mozikban, Magyarországon 2018. május 25-én adták ki DVD-n.

## Szereplők
| Szereplő       | Eredeti hang        | Magyar hang         |
| -------------- | ------------------- | ------------------- |
| Bo             | Steven Yeun         | Baráth István       |
| Dávid          | Keegan-Michael Key  | Előd Álmos          |
| Ruth           | Aidy Bryant         | Nemes Takách Kata   |
| Mária          | Gina Rodriguez      | Menczel Andrea      |
| József         | Zachary Levi        | Gacsal Ádám         |
| Heródes király | Christopher Plummer | Kertész Péter       |
| Thaddeus       | Ving Rhames         | Sarádi Zsolt        |
| Rufus          | Gabriel Iglesias    | Mészáros András     |
| Leah           | Zach Anthony        | Solecki Janka       |
| Zach           | Anthony Anderson    | Kassai Károly       |
| Edith          | Patricia Heaton     | Kocsis Mariann      |
| Öreg szamár    | Kris Kristofferson  | Barbinek Péter      |
| Ugróegér       | Kristin Chenoweth   | Kisfalvi Krisztina  |
| Rebecca        | Mariah Carey        | Grúber Zita         |
| Deborah        | Oprah Winfrey       | Menszátor Magdolna  |
| Cyrus          | Tyler Perry         | Welker Gábor        |
| Felix          | Tracy Morgan        | Kerekes József      |
| Caspar         | Joel Osteen         | Kajtár Róbert       |
| Melchoir       | Fred Tatasciore     | Láng Balázs         |
| Vendéglős #1   | Fred Tatasciore     | Bordás János        |
| Baltahazar     | Phil Morris         | Seder Gábor         |
| Molnár         | Phil Morris         | Bácskai János       |
| Angyal         | Joel McCrary        | Dolmány Attila      |
| Zakariás       | Joel McCrary        | Petridisz Hrisztosz |
| Erzsébet       | Delilah             | Ősi Ildikó          |
| Kamarás        | Roger Craig Smith   | Kapácsy Miklós      |